# William Wake
William Wake (Blandford Forum, 26 gennaio 1657 – Lambeth Palace, 24 gennaio 1737) è stato un arcivescovo anglicano inglese, arcivescovo di Canterbury dal 1716 fino alla sua morte.

## Biografia
Nato nel 1657, William Wake studiò al Christ Church dell'Università di Oxford e, dopo essere stato ordinato sacerdote, nel 1682 si trasferì a Parigi come cappellano personale dell'ambasciatore Richard Graham, I visconte Preston. Oltre a familiarizzare con la chiesa francese, Wake ebbe modo di acquistare un gran numerosi di manoscritti antichi, tra cui un Nuovo Testamento in greco per John Fell, l'allora vescovo di Oxford. 
Tornato in Inghilterra nel 1685, divenne predicatore a Gray's Inn nel 1688 e nel 1689 tornò a Christ Church in veste di canonico. Nel 1693 fu nominato rettore della chiesa di San Giacomo a Londra e, dieci anni più tardi, divenne decano di Exeter. Nel 1705 fu consacrato vescovo di Lincoln e nel 1716, alla morte del suo mentore Thomas Tenison, fu nominato arcivescovo di Canterbury. Nei suoi ultimi mesi, Tenison si era prodigato affinché Wake gli succedesse come primate d'Inghilterra, ma la scelta fece indispettire la regina Anna, che considerava una sua prerogativa la nomina dei vescovi.
Grande erudito e appassionato di manoscritti bizantini e numismatica, Wake si dimostrò tollerante nei confronti nei nonconformisti e disposto a una revisione del Book of Common Prayer pur di appianare certe divergenze. Mantenne sempre una grande distenza dalla Santa Sede e tentò di allearsi con la chiesa cattolica francese nel tentativo di limitare le influenze politiche e religiose di Roma.
Morì nel 1737 e lasciò la sua collezione di monete antiche e manoscritti al Christ Church.

## Genealogia episcopale
La sua genealogia episcopale è:
- Vescovo San Plegmund
- Vescovo Althelm
- Vescovo Wulfhelm
- Vescovo Odo
- Vescovo San Dunstan
- Vescovo Sant'Aelphege
- Vescovo Elfric
- Vescovo Wulfstan
- Vescovo Ethelnoth
- Vescovo Eadsige
- Vescovo Stigand
- Vescovo Siward
- Vescovo Lanfranco di Canterbury
- Vescovo Thomas
- Vescovo Anselmo d'Aosta
- Vescovo Richard de Belmeis
- Vescovo William of Corbeuil
- Vescovo Henry of Blois
- Vescovo San Tommaso Becket
- Vescovo Roger of Gloucester
- Vescovo Peter de Leia
- Vescovo Gilbert Glanville
- Vescovo William of St. Mere L'eglise
- Vescovo Walter de Gray
- Vescovo Walter Kirkham
- Vescovo Henry
- Vescovo John of Halton
- Vescovo Roger Northborough
- Vescovo William Wyvil
- Arcivescovo Ralph Stratford
- Vescovo William Edendon
- Arcivescovo Simon Sudbury
- Vescovo Thomas Brentingham
- Vescovo Robert Braybrooke
- Arcivescovo Roger Walden
- Vescovo Henry Beaufort
- Arcivescovo Thomas Bourchier
- Arcivescovo John Morton
- Vescovo Richard Fitzjames
- Vescovo John Langland
- Arcivescovo George Montaigne
- Vescovo William Barlow
- Arcivescovo Henry Deane
- Arcivescovo William Warham
- Arcivescovo Thomas Cranmer
- Arcivescovo Reginald Pole
- Arcivescovo Matthew Parker
- Arcivescovo Edmund Grindal
- Arcivescovo John Whitgift
- Arcivescovo Richard Bancroft
- Arcivescovo George Abbot
- Arcivescovo William Laud
- Arcivescovo William Juxon
- Arcivescovo Gilbert Sheldon
- Arcivescovo William Sancroft
- Arcivescovo John Tillotson
- Arcivescovo Thomas Tenison
- Arcivescovo William Wake